# Archivo General de la Nación de Venezuela
El Archivo General de la Nación es un establecimiento público de Venezuela, dependiente del Ministerio de la Cultura. Su meta esencial es la conservación, preservación, y difusión del patrimonio documental de Venezuela de carácter histórico y administrativo, así como la coordinación de las actividades de archivología del país. Su documento más antiguo es el Libro de Acuerdos de los Oficiales de la Real Hacienda de la Provincia de Venezuela, que data de 1535.

## Historia
Durante los años en que Venezuela era una subdivisión del Imperio español los documentos y registros de valor se almacenaban en las Escribanías Públicas, en instalaciones eclesiásticas y en archivos personales. Al concretarse la Independencia y el establecimiento de la República los documentos y registros de aquellos años tuvieron un camino accidentado en cuanto a su reubicación. De manera temporaria habían sido guardados en los fondos de la Biblioteca Nacional.
En 1836, el entonces presidente José Antonio Páez fima un decreto donde establece la creación del Registro Público. En el decreto se especifica que los documentos y papeles depositados en las Escribanías que tuviesen valor administrativo, así como los concernientes a los asuntos civiles fuesen trasladados al Registro propiamente dicho, mientras que los de valor histórico residiesen en un departamento conocido como el Archivo Público. Años más tarde, por decreto con fecha del 27 de enero de 1877 del presidente Antonio Guzmán Blanco, se otorgó rango jurídico al Archivo. Igualmente, todo el acervo documental almacenados tanto en este departamento como en el Registro Público, pasaron a ser considerados material de archivo.
En los inicios del siglo XX, diversos intelectuales convencen al general Juan Vicente Gómez de ordenar la construcción de un edificio sede para la institución en el que pudiesen reunirse las fuentes originales que sustentan la historia de Venezuela y procurar un mejor resguardo. La construcción del edificio fue decretada el 19 de marzo de 1910 y corrió a cargo de Luis Briceño Arismendi. La sede ubicada entonces en la Avenida Urdaneta de Caracas, entre las esquinas de Santa Capilla a Carmelitas, fue inaugurado el 19 de abril de 1911. Se procedió a organizar todo el material documental y a separar de él los títulos relacionados con el Congreso de la República y el Ministerio de Relaciones Exteriores, que habían establecido sus propios fondos. El primer archivólogo designado fue Carlos Aristimuño Coll.
La transferencia de los documentos a la nueva sede —para el momento una suma de 5152 títulos— se realizó entre el 11 y el 30 de diciembre de 1912. Sus funciones, actividades y razón de ser fueron delimitadas en una Ley del Archivo Nacional del 23 de marzo de 1914, especificadas luego en otra ley similar del 15 de junio de 1926 y el Reglamento del 20 de julio de 1927. El 13 de julio de 1945 se establece una nueva legislación sobre los Archivos Nacionales, que establece el cambio de nombre del instituto a Archivo General de la Nación y la disposición del Ejecutivo de cooperar con otras instituciones que posean fondos documentales para el estudio de la historia nacional.
A inicios del siglo XXI se hizo evidente que la tradicional sede del Archivo General se había vuelto  insuficiente para albergar el haber documental, que había aumentado exponencialmente desde entonces. Para ello se determina en 2007 la construcción de una nueva sede mejor acondicionada, con mayor capacidad de acopio y de servicios que su predecesora. La antigua sede cesó funciones el 28 de enero de 2009, fecha en que comenzaron los traslados a la nueva sede. La misma fue inaugurada el 28 de marzo de ese año.
Desde su institucionalización, el inventario del Archivo General ha recibido nuevas incorporaciones de títulos gracias a donaciones, compras, aportes de otras oficinas y copias conseguidas en instituciones extranjeras. Las adquisiciones más recientes y notorias del Archivo es el Colombeia, el extenso compendio de los escritos de Francisco de Miranda, y los documentos políticos y correspondencia de Simón Bolívar. Ambos forman parte del Programa Memoria del Mundo de la Unesco. El traslado de dichos títulos se efectuó el 5 de junio de 2010, cuando el entonces director del Archivo General, Luis Pellicer, los recibió de parte del Director de la Academia Nacional de la Historia, Elías Pino Iturrieta.